# Gosfandi
Gosfandi är ett distrikt i Afghanistan. Det ligger i provinsen Sar-e Pol, i den norra delen av landet, 290 kilometer nordväst om huvudstaden Kabul.
Distriktet beräknades år 2022 ha cirka 66 000 invånare.